# Kusonje (Chorwacja)
Kusonje – wieś w Chorwacji, w żupanii pożedzko-slawońskiej, w mieście Pakrac. W 2011 roku liczyła 308 mieszkańców.